# 无辜 (歌剧)
《无辜》（英語：Innocence）是凯娅·萨里阿霍创作的歌剧，首演于2021年夏天普罗旺斯地区艾克斯音乐节，歌剧剧本由芬兰作家索菲·奧克薩寧用芬兰语写成。萨里阿霍的儿子阿莱克西·巴里埃负责这个有九种语言演唱的歌剧编排。首演时乐团指挥为苏珊娜·迈尔基，导演为西蒙·斯通（Simon Stone）。

## 剧情
在当今的赫尔辛基正在举办一场有国际客人参加的婚礼。新郎为芬兰人，新娘为罗马尼亚人，新娘的母亲为法国人。新郎家里有一个秘密，婚礼上的捷克人招待知道这一点。当十年前发生的事情慢慢地揭露给宴会宾客后，是该清算整理往事的时候了。
《无辜》讲叙了发生在两个时空段上故事，被评论认为是反对枪支暴力的惊悚巨作。

### 角色
| 角色                                  | 唱腔     | 首演演员            |
| ------------------------------------- | -------- | ------------------- |
| 泰雷扎（Tereza，女招待）              | 次女高音 | Magdalena Kožená    |
| 斯泰拉（Stela，新娘）                 | 女高音   | Lilian Faharani     |
| 托马斯（Tuomas，新郎）                | 男高音   | Markus Nykänen      |
| 帕特里夏（Patricia，新郎母亲）        | 女高音   | Sandrine Piau       |
| 亨里克（Henrik，新郎父亲）            | 男中音   | Tuomas Pursio       |
| 牧师                                  | 男低音   | Jukka Rasilainen    |
| 塞西莉亚（Cecilia，教师）             | 女高音   | Lucy Shelton        |
| 玛凯塔（Marketa，学生，泰雷扎的女儿） |          | Vilma Jää           |
| 莉莉（Lilly，学生）                   | 女高音   | Beate Mordal        |
| 伊丽丝（Iris，学生，凶手的同谋）      | 女低音   | Julie Hega          |
| 安东（Anton，学生）                   |          | Simon Kluth         |
| 赫罗尼莫（Jeronimo，学生）            | 男高音   | Camilo Delgado Díaz |
| 亚历克西娅（Alexia，学生）            | 女高音   | Marina Dumont       |
| 合唱                                  |          |                     |

## 背景
据作曲家萨里阿霍讲，创作该歌剧的起点为达芬奇的《最后的晚餐》壁画。画中13位人物对于在同一时刻发生的事情做出了不同的反应。
萨里阿霍希望歌剧剧本包含多种语言，她认为不同的语言用不同的方式来呼唤音乐。歌剧中有九种欧洲语言：主要语言为英语，其他语言为芬兰语、捷克语、法语、罗马尼亚语、瑞典语、德语、西班牙语和希腊语。
萨里阿霍认为《无辜》的主题并非校园枪击犯罪，而是心灵创伤。她认为校园枪击犯罪人不值得一写，而值得写的是所有用各种办法来抚平创伤、掀开生活新篇章的人们。剧本写作家奥克萨宁也认为该歌剧的焦点不是校园枪击事件，而是对往事的处理以及跟以往悲剧的和解。

## 反响
《无辜》在国际上受到好评。《纽约时报》认为该歌剧是大师之作，为萨里阿霍长达五十年创作生涯中最重要的作品。评论员把作品的氛围与巴托克·贝拉的《蓝胡子公爵的城堡》相提并论，在作曲的简练上与阿尔班·贝尔格的《伍采克》类似。
《赫尔辛基日报》的评论员把《无辜》评价为当今歌剧艺术上的代表作，为两位同等重要的大师之作。他认为该歌剧里音乐、剧本及排演中最精彩的片段是萨里阿霍为在歌剧舞台上试声的维尔玛·耶而创作的部分。
法国《费加罗报》认为该歌剧雄壮有力，歌剧演员也非常不错。西班牙《国家报》评论道：当看过和听过《无辜》歌剧后，认为歌剧是一种过时的艺术形态的人会立即改变其观点。德国《南德意志报》宣称萨里阿霍是我们当今时代最伟大的歌剧作曲家。
今后几年内《无辜》将在芬兰国家歌剧芭蕾院、荷兰国家歌剧院、旧金山歌剧院及皇家歌劇院演出。据《纽约客》报道，此歌剧也将在大都會歌劇院演出。